# Вірменський шпиталь
Вірменський шпиталь — найстаріший лікувальний заклад міста Кам'янець-Подільський, діяв з початку XVII до XIX століття. Будівлю шпиталю зведено вірменською громадою у 1614 році.

## Історія створення
Історія найстарішого лікувального закладу міста тісно переплетена з діяльністю вірменської громади міста. Вірмени, за даними джерел, оселилися в цьому місті в XI — XIII століттях. У XVII столітті в місті вже проживало 1200 вірменських сімей. Вони становили значну частину населення Кам'янця-Подільського і займали більшу частину міста, активно беручи участь у його культурному, економічному та військовому житті. Вірмени переважно селилися в південно-східній частині міста; до сьогодні в місті є квартал, відомий серед місцевих як Вірменський. Тут розташовувався центр торгівельної діяльності — Вірменський ринок, а також вірменський магістрат (ратуша) та головні вірменські храми міста, які не збереглися до наших днів.
Вірменський шпиталь був побудований у 1614 році. Юзеф Ролле зазначав, що він сильно відрізнявся від решти шпиталів регіону, в яких хворі та каліки, а також солдати похилого віку знаходили лише притулок. Госпіталь вірменської громади виконував функції лікарні, куди прибували хворі з різними захворюваннями. Активну роль у лікуванні відігравали молоді вірменки, що знали секрети вірменської та арабської медицини. Вірменська медицина, в XI — XVI століттях знаходилася на рівні передової медицини Сходу, а в деяких сферах (фізіологія, патологія, клініка, поняття про інфекції тощо) випередила свій час.
З метою утримання шпиталю в місті був введений спеціальний податок. Кожен вірмен, що займався торгівлею, при в'їзді в місто з товарами або при виїзді з міста платив 3 гроша, кожен вірмен-різник по 2 гроша з великої худоби та 1 гріш з малої; з кожної фури дров на користь шпиталю брали по поліну.
Вірменський шпиталь виконував функцію лікування хворих близько двохсот років. Під час розкопок одного з кладовищ у вірменському районі старого міста були знайдені розпиляні кістки та хірургічний пінцет. З огляду на цей факт було висловлено припущення, що у шпиталі проводились також деякі хірургічні операції.

## Архітектура
Вірменський шпиталь – це будинок довжиною 27 м та шириною 10 м. Шпиталь був побудований у вигляді літери Г, яка з'єднувалася з північного боку з оборонною вежею. У дворі шпиталю по всій довжині споруди між першим та другим поверхами була прибудована дерев'яна галерея-балкон. Споруда була немов би ізольованою від міського шуму, лише з південної його сторони були великі в'їзні ворота шириною до 3-х метрів. Західна стіна будівлі шпиталю укріплена двома кам'яними контрфорсами.